# Звона Саве Лозанића
Звона Саве Лозанића је српски документарни филм из 2017. године. Премијеру је имао 7. јануара 2018. на програму Радио-телевизије Србије. Посвећен је судбини београдског звоноливца, индустријалца и филантропа Саве Лозанића (1882-1952).

## Радња
Звона са српских цркава које је Аустроугарска војска прелила у муницију, након Првог светског рата Сава Лозанић је обновио широм Краљевине Југославије. Али Други светски рат и Ослобођење земље доносе за овог добротвора горку истину...

## Учесници
| Глумац              | Улога   |
| ------------------- | ------- |
| Милица Хакман       |         |
| Сања Јанчић         |         |
| Владимир Михајловић | наратор |
| Александар Раковић  |         |
| Предраг Ристић      |         |
| Момчило Вукотић     |         |

## Награде и признања
- Признање „Бдење Јакова Орфелина“, манифестација „Филмско бдење душе“, Сремски Карловци, октобар 2017.[3]